# Rolf Zerfaß
Rolf Zerfaß (* 27. April 1934 in Simmern/Hunsrück; † 31. März 2022 in Würzburg) war ein deutscher katholischer Theologe. Er wirkte ab 1972 als ordentlicher Professor für Pastoraltheologie an der Universität Würzburg. Weitere Schwerpunkte seiner wissenschaftlichen Tätigkeit waren die Predigtlehre und die Caritaswissenschaft.

## Leben
Rolf Zerfaß wurde 1934 als Sohn von Klara Zerfaß, geborene Blanckart, und des Bankdirektors Peter Zerfaß geboren. Nach dem Abitur 1953 in Würzburg studierte er Katholische Theologie an den Universitäten Trier und Innsbruck. 1960 empfing er für das Bistum Trier die Priesterweihe. Anschließend war er Kaplan in Trier und Bad Kreuznach. 1963 wurde er bei dem Jesuiten Josef Andreas Jungmann mit der Dissertation Die Schriftlesung im Kathedraloffizium Jerusalems zum Dr. theol. promoviert. Danach war er Dozent für Sprecherziehung, Predigtausbildung und Pastoraltheologie an der Theologischen Fakultät Trier. Im Jahr 1970 wurde er Vorsitzender des Vereins Arbeitsgemeinschaft für Homiletik. 1972 habilitierte er sich bei Adolf Exeler an der Universität Münster mit der Arbeit Der Streit um die Laienpredigt. Eine pastoralgeschichtliche Untersuchung zum Verständnis des Predigtamtes und zu seiner Entwicklung im 12. und 13. Jahrhundert.
1972 erhielt er einen Ruf auf den Lehrstuhl für Pastoraltheologie und Homiletik an der Universität Würzburg. 1999 wurde er emeritiert. Sein wissenschaftliches Archiv übergab er der Universität Innsbruck, wo es als „Rolf-Zerfaß-Archiv“ digitalisiert werden soll. Zu seinen Schülern gehören u. a. Paul Zulehner, Ottmar Fuchs, Maria Widl und Christian Bauer.
Er galt als einer der bedeutendsten Pastoraltheologen der Zeit nach dem Zweiten Vatikanischen Konzil.
Neben seiner wissenschaftlichen Tätigkeit war Rolf Zerfaß in mehreren sozialen Bereichen engagiert. 1978 gehörte er zu den Gründungsmitgliedern „Würzburger Brücke e. V.“, deren Vorsitzender er bis 1990 war. Zudem wirkte er viele Jahre als Psychiatrieseelsorger.
Sein Priesteramt gab er auf und heiratete die aus Wien stammende Ärztin Johanna Röhrig.

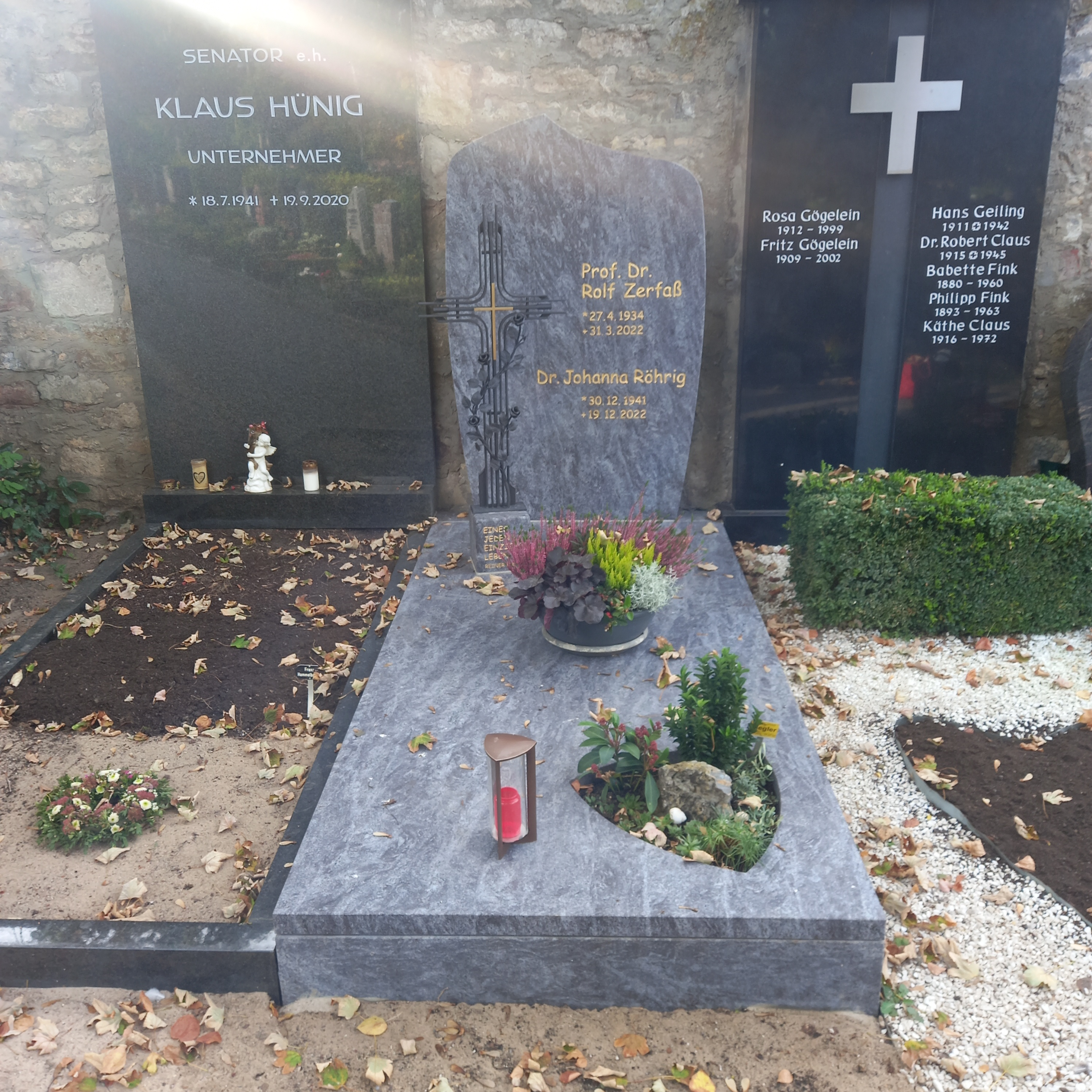
Das Grab von Rolf Zerfaß und seiner Ehefrau Johanna Röhrig auf dem Hauptfriedhof Würzburg

Rolf Zerfaß lebte in Höchberg. Er starb am 31. März 2022 in Würzburg im Alter von 87 Jahren.

## Ehrungen und Auszeichnungen
- Bayerische Staatsmedaille für soziale Verdienste (1989)
- Johann Hinrich-Wichern-Preis der Evangelischen Diakonie (2001)
- Liborius-Wagner-Medaille des Bistums Würzburg (2004)
- Predigtpreis des Verlags für die Deutsche Wirtschaft (2007)[5]

## Publikationen (Auswahl)
- als Hrsg.: Der andere Gott. Alttestamentliche Predigten. (Pustets kleine Predigtreihe) Regensburg 1971, Friedrich Pustet
- Der Streit um die Laienpredigt. Eine pastoralgeschichtliche Untersuchung zum Verständnis des Predigtamtes und zu seiner Entwicklung im 12. und 13. Jahrhundert (= Untersuchungen zur praktischen Theologie der Seelsorge. Band 2). Freiburg im Breisgau 1974 (zugleich Theologische Habilitationsschrift Münster 1972).
- als Hrsg. mit Norbert Greinacher: Einführung in die Praktische Theologie. 1976.
- mit Franz Kamphaus: Ethische Predigt und Alltagsverhalten. Chr. Kaiser / Matth. Grünewald-Verlag, München / Mainz 1977
- mit Franz Kamphaus: Die Kompetenz des Predigers im Spannungsfeld zwischen Rolle und Person. Comenius-Institut, Münster 1979
- Lektorendienst. 15 Regeln für Lektoren und Vorbeter. 1979; 9. Auflage: Paulinus-Verlag, Trier 2003, ISBN 3-7902-0109-X.
- Mit der Gemeinde predigen. Beispiele – Berichte – Überlegungen. Gütersloher Verlagshaus G. Mohn, Gütersloh 1982
- mit Elmar Klinger: Die Basisgemeinden – ein Schritt auf dem Weg zur Kirche des Konzils. Echter, Würzburg 1984
- mit Elmar Klinger: Die Kirche der Laien. Eine Weichenstellung des Konzils. Echter, Würzburg 1987
- Grundkurs Predigt. Band 1, Spruchpredigt, Düsseldorf 1987
- als Hrsg.: Erzählter Glaube, erzählende Kirche, Herder, Freiburg 1988
- mit Herbert Poensgen: Die vergessene Wurzel. Das Alte Testament in der Predigt der Kirchen. Echter, Würzburg 1990
- Lebensnerv Caritas: Helfer brauchen Rückhalt, Herder, Freiburg 1992, ISBN 3451226030
- Grundkurs Predigt. Band 2, Textpredigt, 5. Auflage, Düsseldorf 1997.
- Menschliche Seelsorge. Freiburg 1999.